# Kroksjögyl (Asarums socken, Blekinge)
Kroksjögyl är en sjö i Karlshamns kommun i Blekinge och ingår i Mieåns huvudavrinningsområde. Sjön är 13,7 meter djup, har en yta på 0,03 kvadratkilometer och är belägen 56,7 meter över havet. Kroksjögyl ligger i Långasjönäs Natura 2000-område.

## Delavrinningsområde
Kroksjögyl ingår i det delavrinningsområde (623713-144118) som SMHI kallar för Utloppet av Lilla Kroksjön. Medelhöjden är 63 meter över havet och ytan är 1,34 kvadratkilometer. Det finns inga avrinningsområden uppströms utan avrinningsområdet är högsta punkten. Vattendraget som avvattnar avrinningsområdet har biflödesordning 2, vilket innebär att vattnet flödar genom totalt 2 vattendrag innan det når havet efter 14 kilometer. Avrinningsområdet består mestadels av skog (83 procent). Avrinningsområdet har 0,15 kvadratkilometer vattenytor vilket ger det en sjöprocent på 11 procent.